# Live in Eindhoven
A Live in Eindhoven az amerikai Death koncertalbuma, melyet 2001-ben adott ki a Nuclear Blast. A felvételek az 1998-as hollandiai Dynamo fesztiválon készültek. A felvételből film is készült.

## Számlista
1. „The Philosopher” – 4:21
2. „Trapped in a Corner” – 4:40
3. „Crystal Mountain” – 5:01
4. „Suicide Machine” – 4:19
5. „Together as One” – 4:05
6. „Zero Tolerance” – 4:50
7. „Lack of Comprehension” – 3:46
8. „Flesh and the Power it Holds” – 8:41
9. „Flattening of Emotions” – 4:26
10. „Spirit Crusher” – 6:56
11. „Pull the Plug” – 5:21

## Zenészek
- Chuck Schuldiner – gitár/ének
- Richard Christy – dob
- Scott Clendenin – basszusgitár
- Shannon Hamm – gitár

## Külső hivatkozások
www.emptywords.org